# Верхние Девлизери
Верхние Девлизери (тат. Югары Дәүләтъяр) — деревня в Пестречинском районе республики Татарстан. Входит в состав Екатериновского сельского поселения.

## География
Деревня находится на реке Ошняк, в 19 километрах к юго-востоку от села Пестрецы.
Верхние Девлизери находится в часовой зоне МСК (московское время). Смещение применяемого времени относительно UTC составляет +3:00.

## История
Деревня основана в первой половине XVII века.
До 1920 года деревня входила в Зюзинскую волость Лаишевского уезда Казанской губернии. С 1920 года находилась в составе Лаишевского кантона, с 1924 года — в составе Арского кантона Татарской АССР.
С 10 августа 1930 года находится в Пестречинском районе. 

## Население
| 2012 |
| ---- |
| 18   |